# Прибор управления зенитным огнём

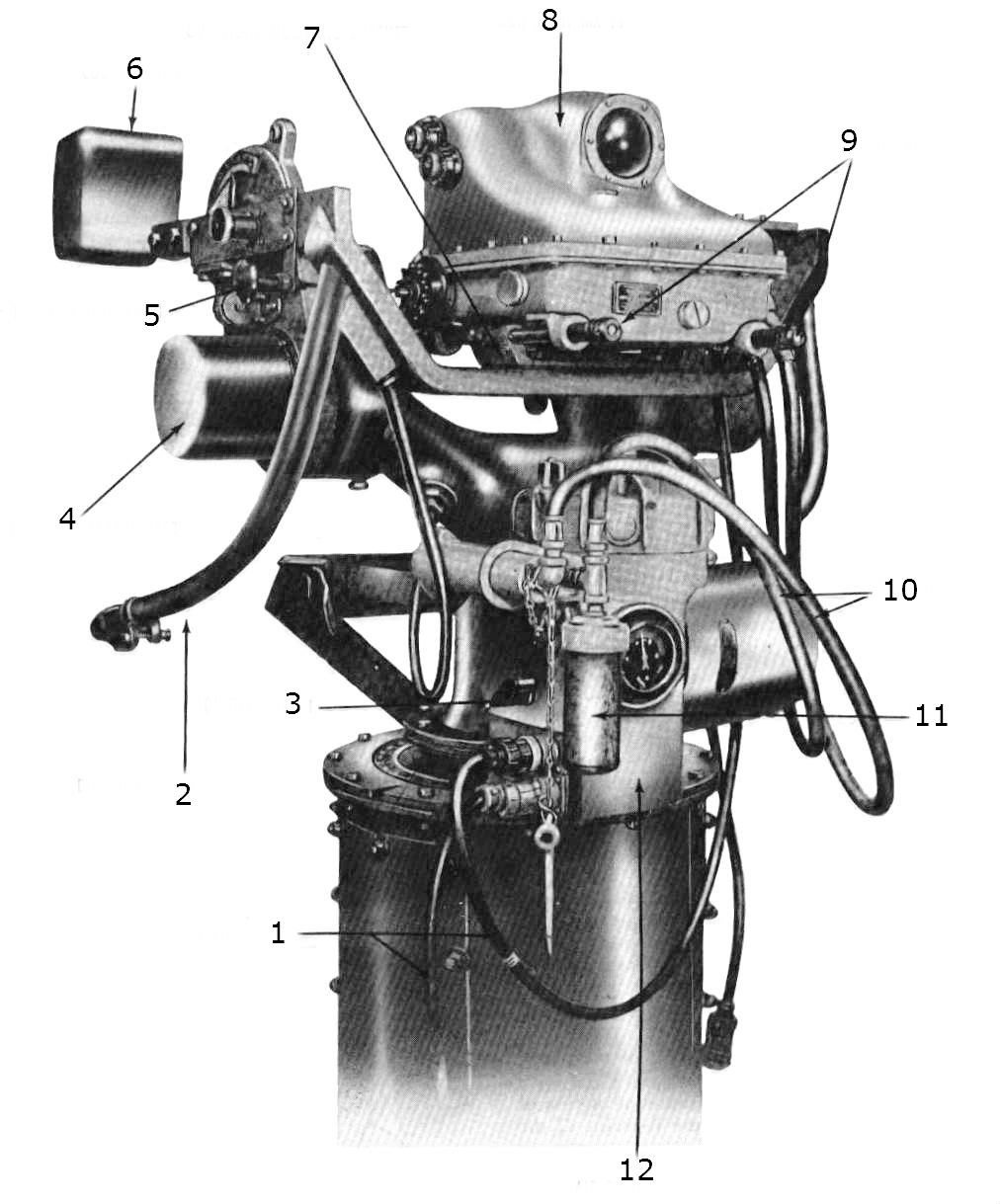
Американский корабельный ПУАЗО времён Второй мировой войны Mk51 марки «Сперри». Конструктор — проф. Чарльз Дрейпер. Предназначался для полуавтоматического наведения 40-мм зенитных орудий.

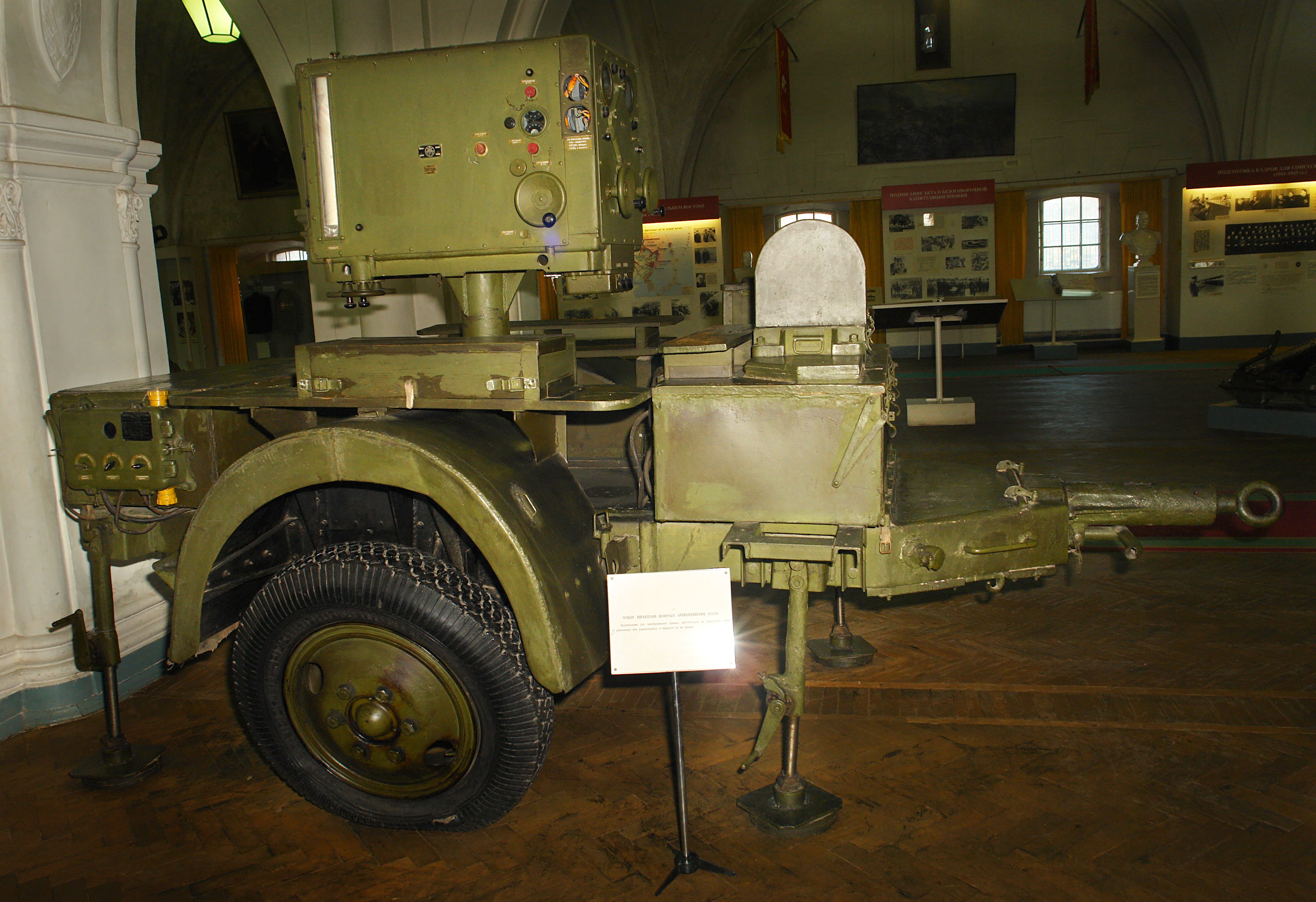
Советский ПУАЗО-4 обр. 1944 года в Военно-историческом музее артиллерии и пр.

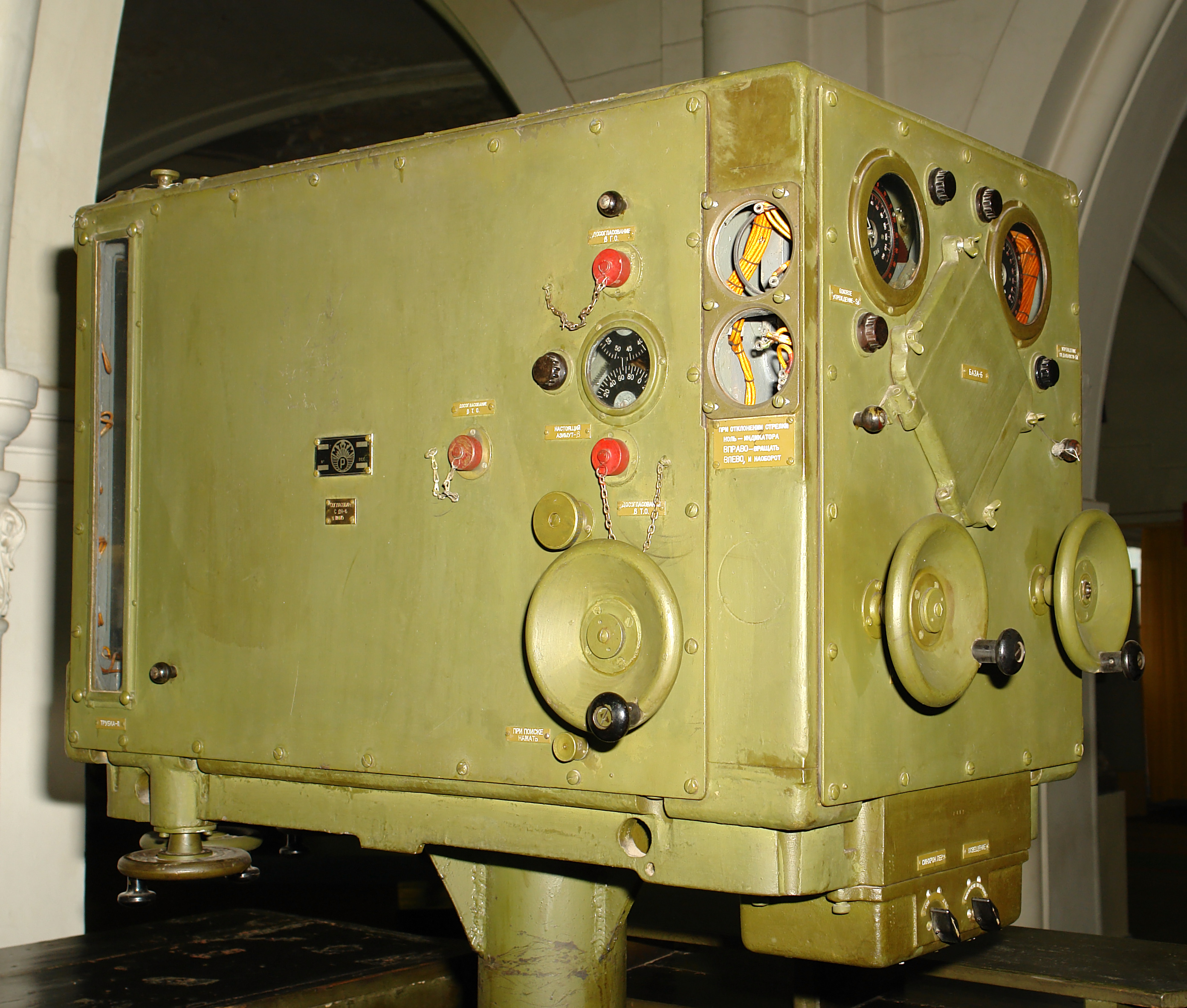
Он же вблизи

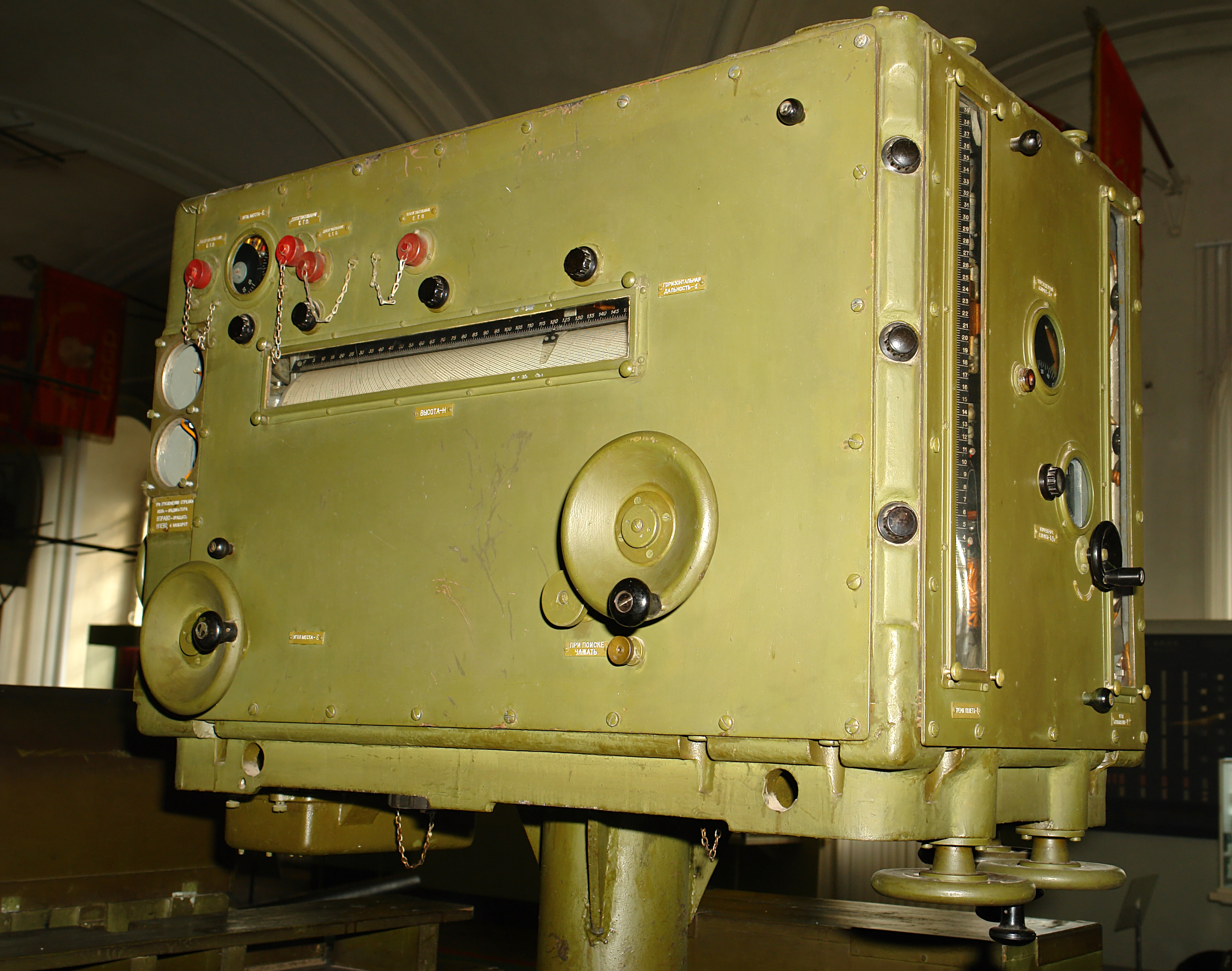
Он же с другой стороны

Прибор управления артиллерийским зенитным огнём (ПУАЗО), изредка также «зенитный директор», от англ. antiaircraft director — вычислительное устройство, предназначенное для автоматического наведения на цель зенитных орудий.

## История
Первые приборы для управления артиллерийским огнём были разработаны для дальнобойной морской артиллерии в конце XIX века. С появлением авиации те же принципы были применены для управления зенитным огнём по высоколетящим целям. Первые приборы такого типа были разработаны в конце 1930-х годов компаниями Vickers-Armstrongs (Великобритания), Sperry (США), Siemens (Германия) и другими.
ПУАЗО представляли собой сложные электромеханические приборы массой до 1 тонны, боевой расчёт которых составлял от 5 до 12 человек. Поэтому первое практическое применение механические ПУАЗО получили в береговой артиллерии и на крупных кораблях. В начале 1930-х годов система управления зенитным огнём High Angle Control System (HACS) была установлена на британских линкорах и крейсерах.
Первые ПУАЗО имели недостаточное быстродействие для стрельбы по низколетящим целям. С другой стороны, прицеливание «на глаз» по таким целям имело очень низкую эффективность. Первый прибор для управления огнём по низколетящим целям был разработан в конце 1930-х годов майором Керрисоном (A. V. Kerrison) из исследовательской лаборатории британского Адмиралтейства. Предиктор Керрисона (англ. Kerrison predictor) представлял собой механический счётно-решающий прибор (СРП), позволявший определять углы наведения орудия на основе данных о положении и движении цели, баллистических параметрах орудия и боеприпасов, а также скорости ветра и других внешних условий. Полученные углы наведения автоматически передавались на механизмы наведения орудия с помощью сервомоторов. Установка дальности взрывателей не вычислялась, поскольку устройство Керрисона предназначалось для использования с 40-мм пушками Bofors (снаряды для этих орудий имели только контактные взрыватели). Прибор Керрисона показал высокую эффективность, особенно при борьбе с пикирующими бомбардировщиками, однако из-за высокой сложности изготовления и других трудностей военного времени не получил широкого распространения.
Большой вклад в развитие систем ПУАЗО в предвоенный период внёс американский инженер Чарльз Дрейпер. Он разработал принципы стабилизации зенитных орудий с помощью гироскопов, совмещённых с ПУАЗО. Приборы конструкции Дрейпера с успехом применялись на кораблях ВМФ США во время войны с Японией.
Mk 37 — американский прибор управления зенитным огнём. Эта система, поступившая на вооружение в 1939 году, оказалась наиболее совершенным средством управления зенитным огнём времён Второй мировой войны. Стабилизированная в вертикальной плоскости и оснащённая электромеханическим вычислителем, она показала себя весьма удовлетворительно против поршневых самолётов, особенно после сопряжения её с радаром.

### В СССР
В СССР работы по созданию прибора управления зенитным огнём для сухопутной ПВО начались в 1930 году в Артиллерийской академии РККА. Группа под руководством инженера К. В. Крузе (р. 1895) к 1932 году создало механический прибор — ПУАЗО-1. С его помощью можно было стрелять по визуально наблюдаемым целям, без учёта метеоусловий, проводя сложные вычисления по графикам. Прибор должны были обслуживать 5 операторов. В 1933 году К. В. Крузе был награждён орденом Ленина. В 1934 году модернизированный прибор ПУАЗО-2 был принят на вооружение РККА.

Леонид Николаевич Преснухин занимался разработкой спецвычислителей военного назначения — приборов управления артиллерийско-зенитным огнём (ПУАЗО). После войны, преподавая в МВТУ, создал научную школу проектирования специализированных вычислителей.

## Радарное наведение
Дальнейшее развитие управления зенитным огнём связано с использованием радара. Первый радарный ПУАЗО, — Director T-10, — был разработан компанией Bell Labs, под научным руководством Хендрика Боде. Cчётно-решающий прибор получал входные данные цели от радара и, кроме сигналов управления по углам наведения орудия, выдавал время полёта снаряда до расчётной точки встречи. Последний параметр позволял перейти от контактных взрывателей к дистанционным, что значительно повысило вероятность поражения целей. Дальнейшее повышение эффективности зенитного огня было связано с применением неконтактных радио-взрывателей.
Радарный ПУАЗО был впервые применён в 1944 году во время высадки союзников в Италии. Применялся также при отражении налётов люфтваффе на район высадки в Нормандии. Первый же опыт применения новой системы показал её высокую эффективность: все попытки люфтваффе помешать десантам были успешно отражены, при этом зенитным огнём было сбито большое число самолётов.

## Галерея

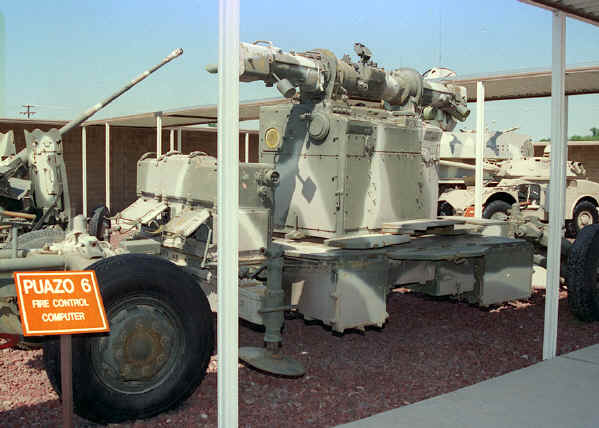
ПУАЗО-6[нем.] (С-60)
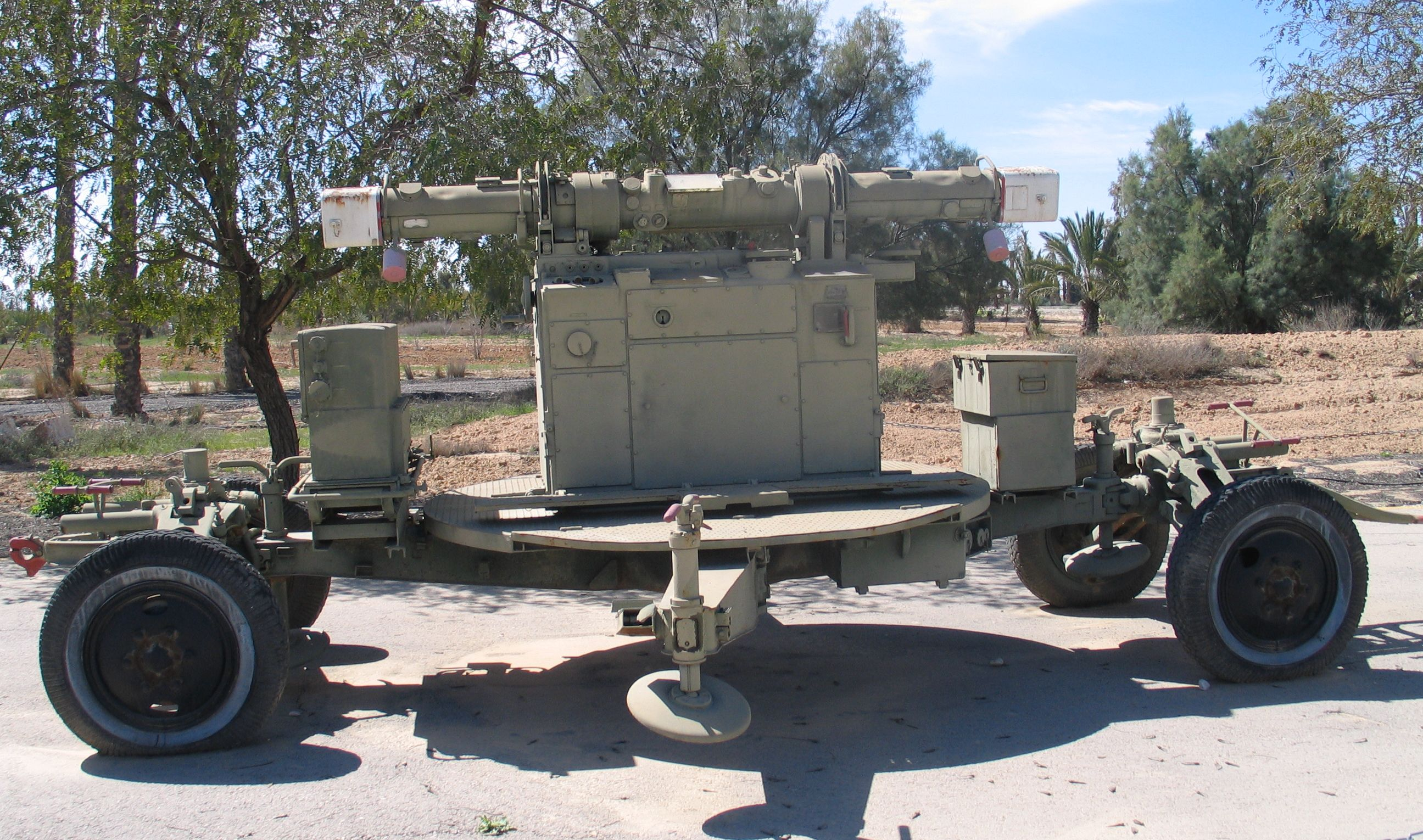
Вероятно, он же
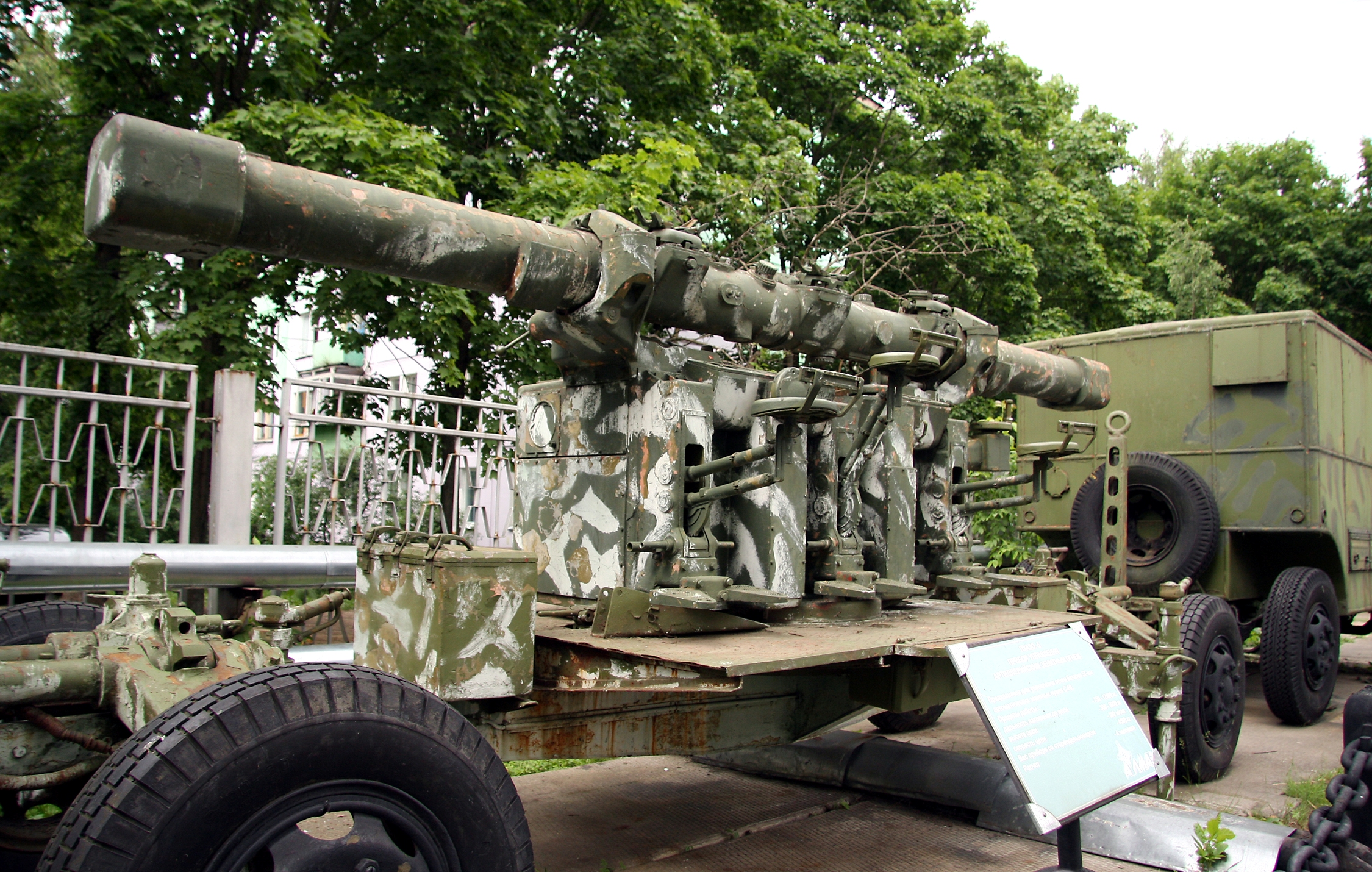
ПУАЗО-5
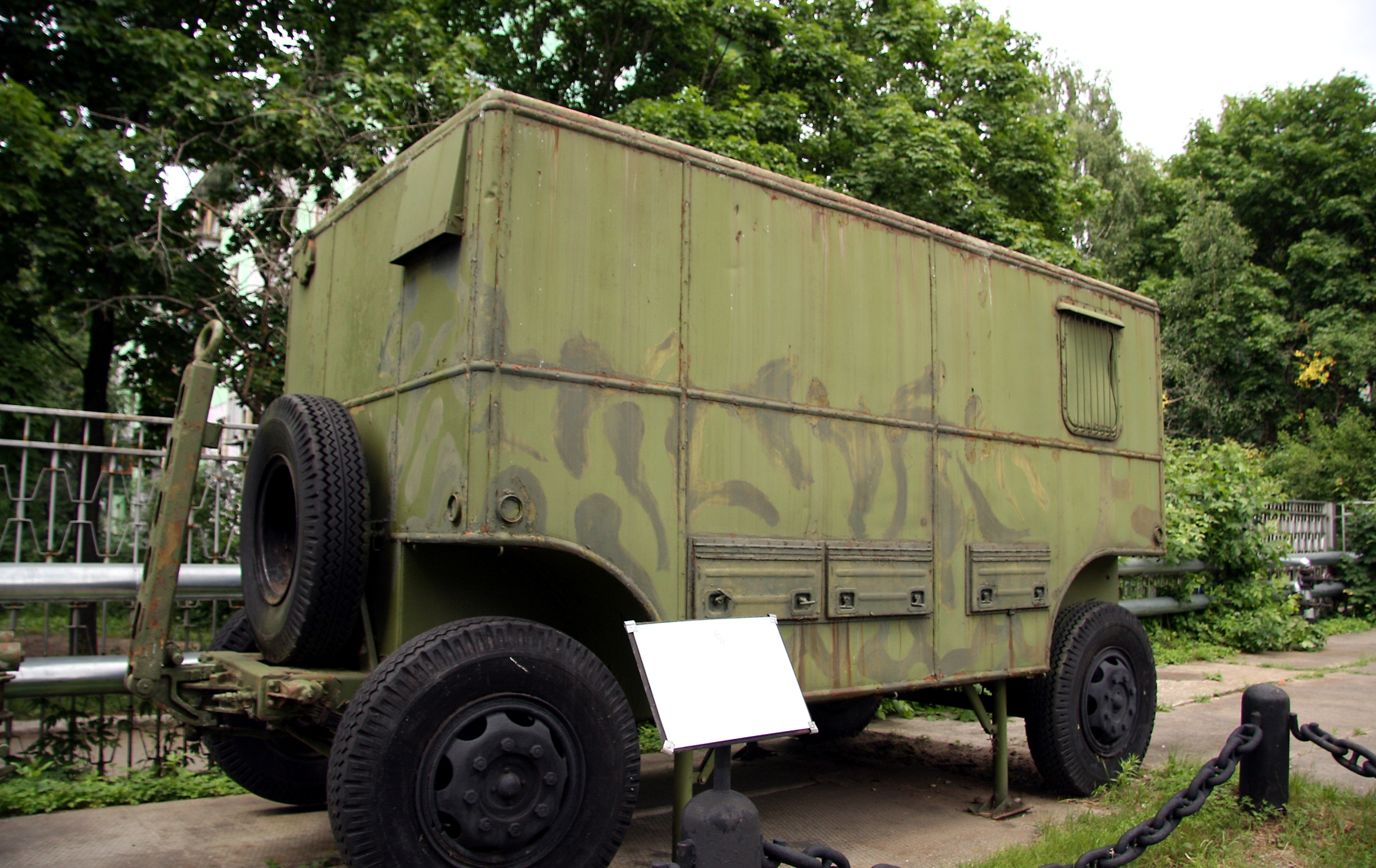
ПУАЗО-30 из радиоприборного комплекса «Крона» (НИЭМИ) в Музее войск ПВО